# Album Pałahickie
Album Pałahickie – zawiera cykl jedenastu akwarel malarza Henryka Rodakowskiego. Dzieło jest przechowywane w Muzeum Lubuskim w Gorzowie Wielkopolskim.

## Historia
W 1867 Henryk Rodakowski powrócił wraz z rodziną z Francji do Lwowa, a następnie osiadł na trzy lata w Pałahiczach, należących do Maksymiliana Rodakowskiego, jego starszego brata. Powstały tam trzy obrazy olejne (Stróż, Dama na koniu, Portret Żyda) oraz jedenaście akwarel składających się na Album Pałahickie.
Przed wojną Album był w posiadaniu Janiny Straszewskiej, wnuczki artysty. Następnie został prawdopodobnie sprzedany, jego właścicielką w latach siedemdziesiątych XX w. była Franciszka Żukotyńska, żona nieżyjącego współwłaściciela przedwojennego warszawskiego antykwariatu. Dzieło wraz ze swoimi właścicielami trafiło tuż po wojnie do Gorzowa Wielkopolskiego i pozostało nieujawnione przez kilkadziesiąt lat. W 1969 po ujawnieniu albumu został on wpisany do rejestru zabytków. W 1980 zostało zakupione przez Muzeum Lubuskie.

## Obrazy z serii
Obrazy przedstawiają ukraińskich chłopów i Żydów z Pałahicz, barwnej, kresowej wsi. Każdy obraz ma wymiar 23 × 32 cm. Opatrzone są przez artystę datą dzienną wykonania oraz francuskim tytułem. 
| Ilustracja | Data powstania       | Tytuł francuski                | Tytuł polski               |
| ---------- | -------------------- | ------------------------------ | -------------------------- |
|            | 12 października 1867 | Sculpteur de Pałahicze         | Chłopski rzeźbiarz         |
|            | 6 listopada 1867     | Seń. La poste de Pałahicze     | Seń. Dworski listonosz     |
|            | 12 listopada 1867    | Szlome, surveillant de ferme   | Pachciarz Szlom            |
|            | 15 listopada 1867    | Le Maire Nykoła                | Wójt Nykoła                |
|            | 17 listopada 1867    | Gregorcio, grandforestier      | Pobereźnik Gregorcio       |
|            | 10 grudnia 1867      | Myszka                         | Kuc Myszka                 |
|            | 14 grudnia 1867      | Jacio palefrouior              | Chłopiec stajenny Josio    |
|            | 20 grudnia 1867      | Josio, cabaretier              | Karczmarz Josio            |
|            | 1 stycznia 1868      | Porteur de télégrammes         | Roznosiciel telegramów     |
|            | 4 stycznia 1868      | Iwan Brzuś propose aux granges | Gumienny Iwan Brzuś        |
|            | 16 marca 1868        | Iwan et Dickyt                 | Stajenny Iwan i koń Dickyt |

## Odbiór
Po wykonaniu akwarel artysta wysłał je do Paryża, gdzie wywołały duże wrażenie. Współcześni krytycy podkreślają wyjątkowość Albumu na tle całej twórczości Rodakowskiego, skoncentrowanej głównie na portretach. Doceniają realistyczny, dokumentacyjny wręcz charakter prac, które za swoich bohaterów mają zwykłych mieszkańców wsi spotkanych przez malarza podczas ich codziennych zajęć. Krytycy dostrzegają też indywidualny charakter utrwalonych na papierze postaci, ich psychologiczną prawdę, którą oddał Rodakowski. Podkreśla się także wartość etnograficzną akwarel, a wybór tematu przez artystę łączy z podejmowanymi w XIX w. badaniami ludoznawczymi. Album został też określony jako „dzieło należące do nielicznych godnych uwagi przykładów polskiego malarstwa XIX-wiecznego o tematyce wiejskiej”.
Sam Rodakowski nie cenił Albumu Pałahickiego. Akwareli nie uznawał za poważną technikę, a cały cykl uważał za dzieło błahe. Do końca życia nie zmienił swojej opinii.